# William Morris
Pour les articles homonymes, voir William Morris (homonymie) et Morris.
William Morris, né le 24 mars 1834 à Walthamstow, Essex (aujourd'hui dans le borough londonien de Waltham Forest), et mort le 3 octobre 1896 à Hammersmith, Londres, est un fabricant, designer textile, imprimeur, écrivain, poète, conférencier, peintre, dessinateur et architecte britannique.
Il est célèbre pour ses œuvres littéraires, pour son engagement politique libertaire, pour son travail d'éditeur ainsi que pour ses créations dans le domaine des arts décoratifs, en tant que membre de la Confrérie préraphaélite. Ces créations comptent parmi les sources du mouvement Arts & Crafts, qui eut en Grande-Bretagne, dans ce domaine, une influence déterminante au XXe siècle.
Tout au long de sa vie, William Morris écrit et publie des œuvres de poésie et des romans et traduit des textes anciens du Moyen Âge et de l'Antiquité. Son œuvre littéraire la plus connue en français est l'utopie Nouvelles de nulle part (News from Nowhere), écrite en 1890. En contribuant à la fondation de la Socialist League en 1884, William Morris joue un rôle clé dans l'émergence du courant socialiste britannique, bien qu'il ait renié ce mouvement à la fin de la même décennie. Il consacre la fin de sa vie aux travaux de l'imprimerie et maison d’édition Kelmscott Press, qu'il a fondée en 1891. L'édition Kelmscott de 1896 des œuvres de Geoffrey Chaucer est aujourd'hui considérée comme un chef-d'œuvre de conception éditoriale.

## Biographie

### Premières années
William Morris est né à Elm House, Walthamstow, le 24 mars 1834, troisième enfant et premier fils d'une famille bourgeoise très aisée d'origine galloise. Son père, William Morris, travaillait comme agent de change pour la compagnie Sanderson & Co., à la Cité de Londres. Sa mère était Emma Morris, née Shelton, fille de Joseph Shelton, professeur de musique à Worcester. Sans être un prodige, William Morris reste un enfant délicat et studieux. « Il ne fut guère remarquable que par son grand amour de la lecture. » Il apprend à lire très jeune et, dès l'âge de quatre ans, il est émerveillé par les Waverley Novels de Walter Scott qu'il a déjà lus en grande partie et qui donnèrent l'impulsion à ses poèmes d'inspiration médiévale. Il a six ans en 1840, lorsque sa famille s'installe à Woodford Hall, ouvert sur de plus grands espaces. Des cours trop réguliers lui sont épargnés afin de ménager sa santé, ce qui lui permet de mener une vie de plein air qui lui donne force et vigueur. Vêtu parfois d'une panoplie de chevalier en armure, il se promène à cheval et apprend par l'observation de la nature dans la forêt d'Epping,.
« La forêt lui fut une amie, il ne tarda pas à en connaître tous les sites, tous les chemins, il essayait d'y surprendre les troupeaux de daims qui y vivent. En retour elle l'initia à la beauté. Inconsciemment sans doute, mais sûrement, il commença à sentir le charme profond de la nature, et toute son œuvre de poète et d'artiste devait en être pénétrée. Sans comprendre toute la mystérieuse beauté de la forêt il apprit à l'aimer. Elle fut son premier maître, un magister point pédant, sans rien de rébarbatif ni d'austère, dont les leçons s'égayaient de chants d'oiseaux, de soleil et de parfums sous les arbres, et qui lui apprit à regarder de près et avec sympathie les bêtes et les plantes. C'est peut-être à cette habitude d'observation précise, contractée dès l'enfance que nous devons la frappante vérité de ses décorations florales. »
Lecteur vorace, il lit tout ce qui lui tombe sous la main et se passionne pour Les Mille et Une Nuits ou les illustrations de l'herbier de John Gerard. Jusqu'à l'âge de neuf ans, il suit l'enseignement donné par la gouvernante de ses sœurs, avant d'entrer dans une école préparatoire pour « jeunes gentlemen » de Walthamstow, en 1843, où il travaille médiocrement pendant quatre ans. Il a treize ans en 1847 lorsque son père meurt, laissant la famille dans une grande aisance matérielle. Les Morris quittent Woodford, jugée désormais trop grande, et le jeune garçon entre à l'internat de Marlborough College en février 1848, où son père avait payé pour qu'une place lui soit réservée. Pendant les trois années où il y reste, il tire peu de profit des leçons de français, de latin ou de mathématiques et ne prend goût qu'à l'architecture (l'archéologie ?), grâce aux ouvrages de la bibliothèque. Il révèle en outre un certain penchant pour l'anglo-catholicisme, qui lui donne la vocation de devenir prêtre,. Ses résultats sont médiocres et, à Noël 1851, sa famille le retire de Marlborough et le confie aux soins d'un tuteur privé, le révérend F. B. Guy, plus tard chanoine de St Albans, qui dispose d'une année pour le préparer à l'entrée à l'université,.

### Oxford, apprentissage et influences artistiques

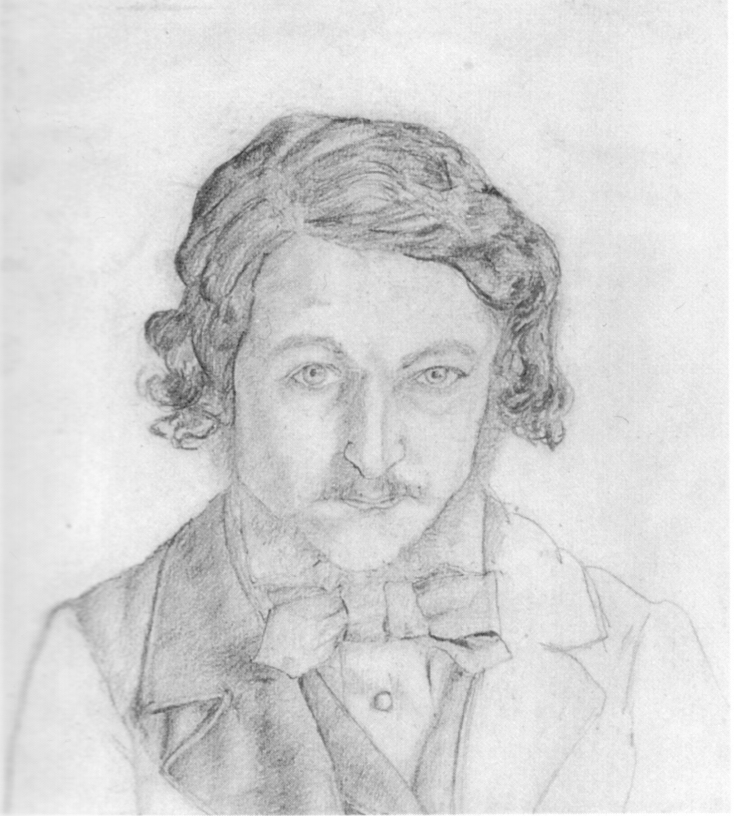
Autoportrait de William Morris (1856).

Après des études universitaires de théologie à Exeter College (Oxford), il songe à entrer dans les ordres. C'est à Exeter College qu'il fait la connaissance d'Edward Burne-Jones. Les deux hommes se lient d'une amitié qui dure toute leur vie et que cimente une passion commune pour la création artistique.
La lecture de Thomas Carlyle et de Charles Kingsley  persuade Morris de se consacrer à l’art. À travers John Ruskin, il découvre le Dictionnaire d'Eugène Viollet-le-Duc. Étudiant en architecture puis en peinture, il rencontre en 1856 Dante Gabriel Rossetti et les artistes de la Confrérie préraphaélite. Il décide alors de consacrer sa vie aux arts décoratifs, à la fois comme créateur et comme homme d’affaires. En avril 1859, il se marie avec le modèle Jane Burden, dont il a deux filles : Jane Alice Morris, dite « Jenny », née en janvier 1861, et Mary « May » Morris, née en mars de l'année suivante.
La contradiction entre les aspirations socialistes utopiques de William Morris et ses activités de créateur d’objets de luxe, accessibles uniquement à une clientèle de grands bourgeois victoriens, reste problématique encore aujourd'hui. L'explication peut se trouver dans les théories socialistes elles-mêmes, qui visent à démocratiser l'art et ses savoir-faire sous toutes ses formes afin que l'ouvrier devienne artisan et artiste. La pleine réalisation de l'être humain ne peut s'effectuer, selon Morris, que dans la création d'objets et de meubles beaux et pratiques. Soustraite aux impératifs impérialistes de rentabilité et de rapidité, la fabrication des éléments nécessaires à la vie quotidienne devient un plaisir en soi et la raison d'être d'une vie libre et épanouissante. Le souhait de Karl Marx, « de chacun selon ses capacités, à chacun selon ses besoins », se trouve ainsi réalisé, dans l'abolition du désordre économique que provoque le capitalisme (concurrence, faillites, chômage…).

« Pour Morris, le système fondé sur le commerce et le profit qui s’est imposé à la fin du XIXe siècle avait dévasté les arts décoratifs ou « mineurs », en portant atteinte tant à leur qualité qu’à leur statut dans la société. Ce malheur peut paraître très anodin dans la litanie des horreurs de la société victorienne. Pourtant, c’est sur ce sentiment profond des causes de cette dégradation et de ses effets sur la possibilité de la camaraderie, de la créativité et du bonheur humain que Morris fondera toute son analyse politique. »

Il meurt, selon son médecin, « d’avoir été William Morris », c’est-à-dire un homme d’une énergie peu commune et d’une créativité sans bornes.

## Analyse de l’œuvre

### L’écrivain
Morris connut en son temps la célébrité en tant qu’auteur littéraire. Son premier recueil de poésie, The Defense of Guenevere, publié en 1858, n’obtint pas un grand succès et Morris ne fut véritablement reconnu comme poète que grâce à The Earthly Paradise, en 1870. Il fut également l’auteur de traductions de sagas islandaises, telle que Sigurd the Volsung, et d’autres textes classiques.[réf. nécessaire]

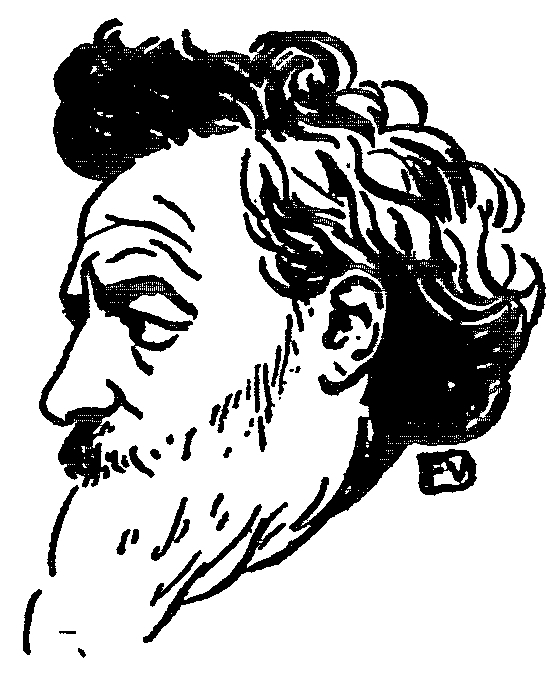
Portrait de William Morris par Félix Vallotton, paru dans La Revue blanche en 1896.

Ses principales fictions romanesques, ou « romances en prose », sont A Dream of John Bull, The Well at the World’s End et l'utopie socialiste News from Nowhere, parue en 1890. On le considère souvent comme le père de la fantasy : The Story of the Glittering Plain, A Tale of the House of the Wolfings and All the Kindreds of the Mark, The Wood Beyond the World, The Well at the World's End et The Water of the Woundrous Isles ont notamment influencé C. S. Lewis (The Chronicles of Narnia) et surtout Tolkien, qui reconnaissait qu'une grande partie de son œuvre littéraire avait été inspirée par une lecture précoce de Morris.
Il met aussi son talent d’écrivain au service de ses convictions politiques, comme dans son ouvrage Les Arts décoratifs, leur relation avec la vie moderne. Quant à son recueil de poèmes paru en 1885, sous le titre The Pilgrims of Hope (Les Pèlerins de l’espoir), « un des premiers biographes de Morris affirme » que c’est « la première œuvre de la littérature anglaise à battre en brèche les barrières de classe et la rapproche d’une sorte de  réalisme socialiste à la Gorki avant la lettre ».
Ce dévouement lui vaut le surnom de « The Poet Laureate of Socialism ». 

### Le révolutionnaire

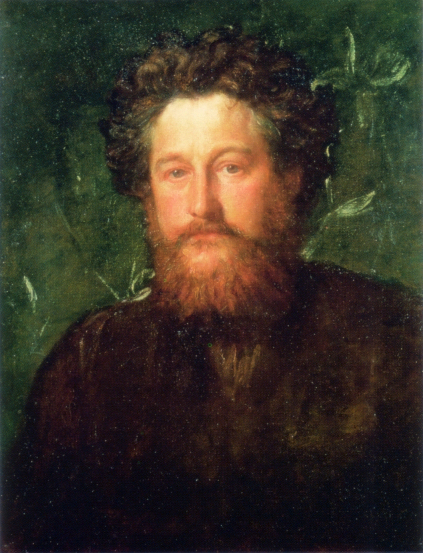
Portrait de William Morris par George Frederic Watts (1870), huile sur toile, National Portrait Gallery (Londres).

C'est en 1876 que William Morris fait son entrée en politique en acceptant le poste de trésorier de l'Eastern Question Association. En 1883, déçu par les libéraux, il rejoint les socialistes de la Social Democratic Federation (« SDF »), puis fait partie du groupe de militants socialistes libertaires et marxistes qui fonde la Socialist League en décembre 1884 pour s'opposer à l'orientation réformiste de la SDF. La Ligue connaît une existence éphémère et disparaît en 1890, en proie à des conflits internes.
Pendant les années 1880-1890, Morris n'a de cesse de parcourir la Grande-Bretagne en tant que militant socialiste, alternant conférences et discours publics. Il prône l'amélioration de la qualité de la vie des travailleurs manuels et de la classe ouvrière tout entière grâce à l'éducation et aux loisirs, et notamment à l'enseignement des arts appliqués. Il considère la guerre entre le capital et le travail comme le sujet essentiel de toute réflexion sur la société contemporaine. Il s'insurge contre le côté philistin de la société victorienne qui le fait désespérer d'un possible épanouissement de l'art dans le système capitaliste fondé sur le profit et sur la production de masse dénuée de qualité.[réf. nécessaire]
« Si nous nous débarrassions de la “taxe de gaspillage” qui finance le système de classe actuel, nous mettrions fin à la pauvreté dans la surproduction en même temps qu’à toutes les dichotomies entre le pratique et le beau, l’utilitaire et le poétique, ce qui s’utilise et ce qui se conserve. Le luxe insensé, dont Morris savait qu’il ne pouvait pas exister sans une forme d’esclavage, serait remplacé par le luxe communal, ou l’égalité dans l’abondance. »
William Morris fut un ardent défenseur de l'environnement et du patrimoine architectural. Sa défense de la terre et ses attaques contre la répartition pernicieuse des biens ont anticipé, à maints égards, les revendications écologistes. C'est en particulier en raison de son écologisme radical qu'il sera re-découvert par une partie de l'ultra-gauche française d'inspiration anarchiste ou situationniste (L'Insécurité sociale, Interrogations, L'Encyclopédie des Nuisances, qui publiera en 1996 un recueil de ses articles : L'âge de l'ersatz, et autres textes contre la civilisation moderne).

« Oui : il faut encore que les ouvriers prêtent main-forte à la grande invention industrielle de l'époque : la falsification, et qu'ils s'en servent afin de produire pour eux-mêmes un simulacre dérisoire du luxe des riches ! Car les salariés vivront toujours comme l'ordonnent leurs payeurs, et le mode de vie qu'ils ont est celui que leur imposent leurs maîtres. »

[réf. nécessaire]

« Mais c'est perdre son temps que de vouloir exprimer l'étendue du mépris que peuvent inspirer les productions de cet âge bon marché dont on vante tellement les mérites. Il suffira de dire que le style bon marché est inhérent au système d'exploitation sur lequel est fondée l'industrie moderne. Autrement dit, notre société comprend une masse énorme d'esclaves, qui doivent être nourris, vêtus, logés et divertis en tant qu'esclaves, et que leurs besoins quotidiens obligent à produire les denrées serviles dont l'usage garantit la perpétuation de leur asservissement. »

— « Useful work versus useless toil », cité dans Réflexions sur écologie… industrialisme… travail.

### Morris et la restauration du patrimoine
Partageant les vues de John Ruskin, qu'il contribue fortement à populariser, William Morris s'engage à ses côtés pour prôner la « non-restauration ». Il étend la réflexion de Ruskin aux architectures non nobles, et diffuse l'idée selon laquelle la restauration fait perdre à l'œuvre son authenticité. En 1877, il crée la Society for the Protection of Ancient Building, « qui s'attache au respect du monument comme document historique et souhaite l'étendre, au-delà du Moyen Âge, à toutes les périodes ». [réf. nécessaire]

### Personnage-clé des arts décoratifs

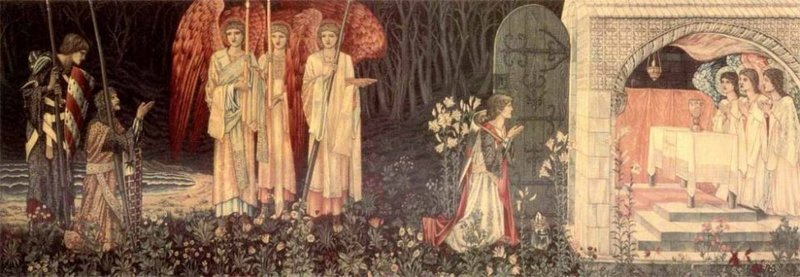
Galahad, Bors et Perceval découvrent le Graal (1890).

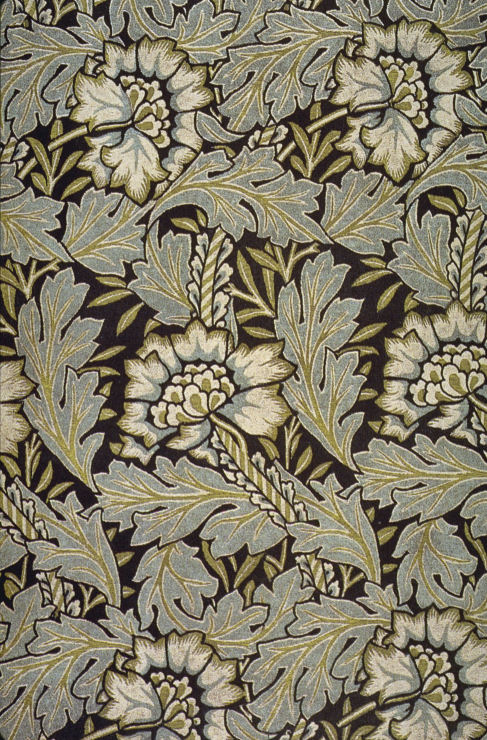
Anemone, motif en jacquard, Morris & Co (1876).

La première décoration d'intérieur dont Morris s'est chargé a été celle de sa propre demeure — Red House — construite en 1859 par Philip Webb pour le jeune couple à Bexleyheath, alors situé en pleine campagne avant de devenir par la suite un faubourg de Londres. À l’Exposition universelle de Londres en 1851, Morris avait été surpris par la laideur des objets présentés : en effet, selon lui, la révolution industrielle, en standardisant la fabrication des objets, avait mis en avant la notion de profit au détriment de l’esthétique et de la qualité du produit.[réf. nécessaire]
La firme Morris, Marshall, Faulkner & Co, créée en 1861 avec l’aide de Peter Paul Marshall, Ford Madox Brown, Charles Joseph Faulkner (en), Edward Burne-Jones, Dante Gabriel Rossetti et Philip Webb, acquiert rapidement une excellente réputation pour la fabrication de vitraux ainsi que pour sa production de papiers peints et textiles. Elle devient ultérieurement Morris & Co.
En 1888, la première exposition de l'Arts and Crafts Exhibition Society, société issue de l'Art Workers' Guild (regroupement d'architectes, artisans d'art, peintres et sculpteurs, dont il devient Maître en 1891) ne présente que neuf créations de Morris & Co. Selon le biographe de Morris, J. W. Mackail, rares sont les membres de ladite société qui auraient, à l'époque, imaginé l'influence à venir de William Morris. [réf. nécessaire]
Les créations de William Morris sont indissociables des passions qu'il partageait avec ses amis préraphaélites, et en premier lieu avec Burne-Jones, tant pour les primitifs italiens que pour l'art du Moyen Âge, sans compter leur aversion commune pour le goût bourgeois victorien.

#### Imprimerie et typographie: la Kelmscott Press

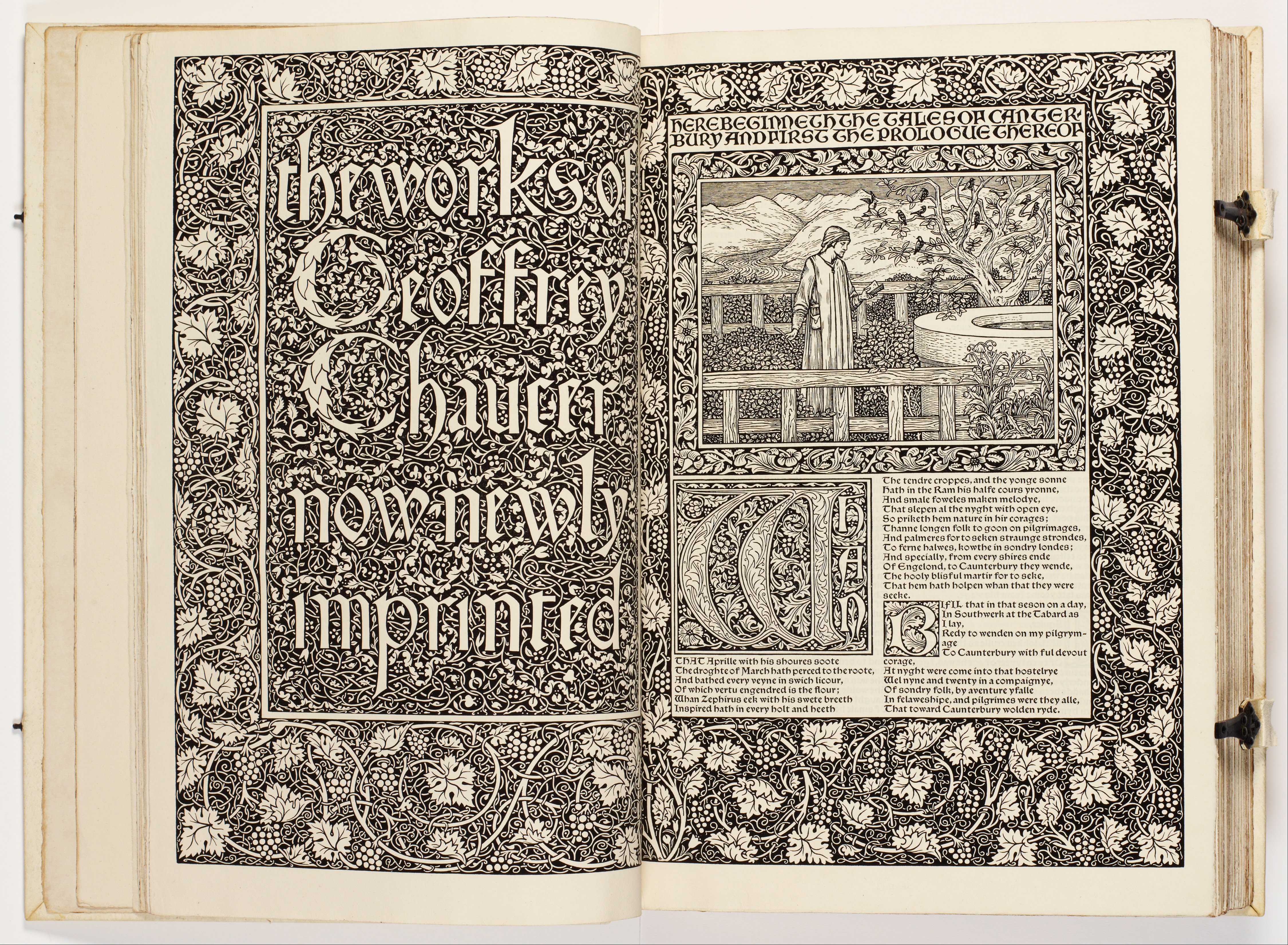
Première page des œuvres de Geoffrey Chaucer, composée en Chaucer Type, Kelmscott Press.

En devenant éditeur et imprimeur, William Morris applique la même exigence à la réalisation des 66 livres imprimés par sa maison Kelmscott Press et à la création de nouveaux caractères d’imprimerie. Recherchant un caractère lisible et élégant, qui lui permette en outre de se distinguer de la production éditoriale de l'époque, il devient, à près de soixante ans, créateur de caractères. Il importe cependant de souligner qu'il fréquente depuis sa jeunesse les bibliothèques et les manuscrits médiévaux, qu'il a pratiqué la calligraphie, recopiant incessamment textes et enluminures, et que les recueils de sa main qui ont été conservés étonnent toujours. Il étudie les créations du typographe Nicolas Jenson, dessine lui-même des caractères et s'inspire finalement d'un proche de Jenson, Jacques Le Rouge, pour créer le Golden Type (1891), initialement destiné à une édition de la Légende dorée. Puis, désireux de se rapprocher de modèles plus anciens et mû par son goût pour l'esthétique médiévale, il crée une gothique arrondie, le Troy Type. Ce caractère se révélant trop massif pour son projet d'édition des œuvres de Chaucer, il en dessine une version réduite, le Chaucer Type. William Morris cherche encore à travailler une nouvelle police, là encore d'après les prototypographes venus d'Allemagne en Italie, mais il n'arrive pas à l'achever. Ses travaux, repris par l'Ashendene Press, aboutiront à la création de la police Subiaco (1902).
Ce n'est qu'après de nombreuses années que Morris est apparu clairement comme l'initiateur des mouvements Arts & Crafts (arts décoratifs et artisanat d'art) en Grande-Bretagne et outre-Manche. Aux États-Unis, en 1883, Morris expose des tapisseries à la Foreign Fair de Boston. La Morris & Company travaillait déjà depuis une dizaine d’années à Boston dans la fourniture de papiers peints, élaborés par l'Anglais Charles Voysey avant que celui-ci ne devienne un architecte de renom. En France et en Belgique, Morris inspire notamment la mouvance Art nouveau. On peut souligner au passage l'anti-sexisme de celui qui promouvait le travail des artisans hommes ou femmes avec un même enthousiasme.[réf. nécessaire]

### L’héritage de William Morris
Le compositeur britannique Gustav Holst (1874-1934) écrit entre 1899 et 1900 une symphonie, Cotswolds, dont le deuxième mouvement constitue une élégie à la mémoire de William Morris.
Selon Fiona Mc Carthy, ce n'est que bien des années après sa mort que l'influence de Morris et l'impact de son œuvre ont pu être mesurés. En 1996, pour le centenaire de sa mort, à l'occasion de l'exposition organisée conjointement par la William Morris Society et la Society of Designer Craftsmen, Fiona Mc Carthy a exprimé son émerveillement pour l'épanouissement de l'artisanat d'art en général, un siècle après la disparition de Morris, et son admiration pour la pérennité inespérée des arts décoratifs et des artisanats d'art, compte tenu du déplorable contexte politique, environnemental et commercial actuel.[réf. nécessaire]
La Royal Mail britannique a rendu hommage à William Morris en mai 2011 à travers l'édition d'une série de timbres postaux à l'occasion du 150e anniversaire de la création de la firme Morris, Marshall, Faulkner & Co.
Sa dernière résidence, Kelmscott Manor, a été transformée en musée, après avoir été légué par sa fille.

## Œuvres

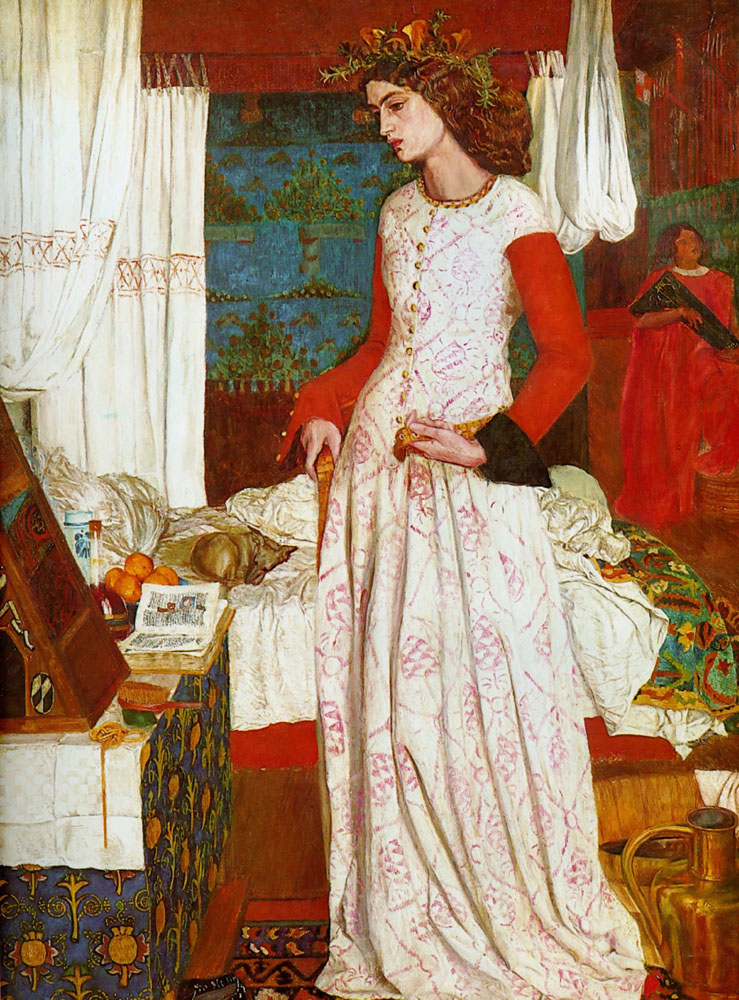
La Belle Iseult (1858), huile sur toile également improprement appelée Queen Guinevere (La Reine Guenièvre), seul tableau achevé peint par William Morris, aujourd'hui conservé à la Tate Gallery.

### Poèmes
- (en) The Defence of Guinevere, and other Poems, 1858.
  - La Défense de Guenièvre (trad. Philippe Mortimer), Libertalia, 2021.
- (en) The Life and Death of Jason, 1867.
- (en) The Earthly Paradise, 1868-1870.
- (en) Sigurd the Volsung, 1876.
- (en) The Fall of the Niblungs, 1876.

### Traductions de textes à partir de l'islandais
Ces traductions sont menées à bien avec Eiríkr Magnússon en 1870.
- The Saga of Gunnlaug Worm-tongue.
- The Story of Grettir the Strong.
- Volsunga Saga.
- The Story of the Volsungs.

Morris a aussi traduit vers l'anglais l'Énéide (1875) et l'Odyssée (1887).

### Romans
- Le Pays creux (The Hollow Land, 1856), roman de fantasy. 1re traduction française par Maxime Massonnat, Aux forges de Vulcain, 2011.
- Love is Enough, or The Freeing of Pharamond, 1872.
- Un rêve de John Ball (A Dream of John Ball, 1886), roman de science-fiction socialiste. 1re traduction française par Marion Leclair, présentation par Joël Chandelier, Aux forges de Vulcain, 2011.
- House of Wolfings, 1888.
- The Roots of the Mountains (roman de fantasy), 1889.
- Nouvelles de nulle part (News from Nowhere, or an Epoch of Rest, publié dans Commonweal) (1890), roman de science-fiction d'utopie socialiste. Traduction par Philippe Mortimer, Libertalia, 2024.
- La Plaine étincelante (The Story of the Glittering Plain, or The Land of Living Men, 1890), roman de fantasy. traduction par Francis Guévremont, Aux forges de Vulcain, 2017.
- La Forêt d'Oultre-Monde (The Wood Beyond the World, 1894), roman de fantasy. 1re traduction française par Antoine Bargel, publication indépendante, janvier 2017. Aux forges de Vulcain, 2014.
- Child Christopher and Goldilind the Fair (roman de fantasy), 1895.
- La Source au bout du monde (The Well at the World's End, 1896), roman de fantasy. 1re traduction française, Aux Forges de Vulcain, 2016.
- Le Lac aux îles enchantées, (The Water of the Wondrous Isles, 1897, posthume), roman de fantasy. 1re traduction française par Francis Guévremont, Aux forges de Vulcain, 2012.
- The Sundering Flood (posthume), 1897.

### Écrits politiques
- Art and Socialism (avec Hyndman), 1884.
- A Summary of the Principles of Socialism, 1884.
- Useful Work versus Useless Toil, 1885
  - Travail utile, fatigue inutile (trad. Thierry Gillyboeuf), Paris, Rivages poche, Petite Bibliothèque, 2023.
- Chants for Socialists, 1885.
- Manifeste de la Socialist League, 1885.
- L'Âge de l'ersatz et autres textes contre la civilisation moderne, Paris, Éditions de l'Encyclopédie des Nuisances, 1996.
- Comment nous pourrions vivre (présentation par Serge Latouche), Paris, Le Passager clandestin, 2010.
- L'Art et l'Artisanat (édition originale : Arts and Crafts, 1889), Paris, Rivage poche, Petite Bibliothèque, 2011, 111 p..
- La civilisation et le travail (préf. Anselm Jappe), Paris, Le Passager clandestin, 2013.
- Art, bien-être et richesse (trad. et préf. Hervé Picton), Payot & Rivages, 2024.
- Les espoirs de la civilisation et autres écrits socialistes (trad. et préf. Hervé Picton), La fabrique, 2024.

### Essais
- Hopes and Fears of Art, 1882.
- Signs of Change, 1888.
- Manifeste de la Socialist League, 1885.
- Contre l'art d'élite (trad. Jean-Pierre Richard), Paris, Hermann, 1985, 186 p. (ISBN 978-2-7056-6008-6).

### Correspondance
- The collected letters of William Morris (lettres rassemblées et présentées par Norman Kelvin en 2 volumes), Princeton University Press, 1984-1996.

### Introduction
- Florent Bussy, William Morris ou la vie belle et créatrice, Le passager clandestin, coll. « Les précurseurs de la décroissance », 2018.

## Galeries

### Textiles par Morris & cie.

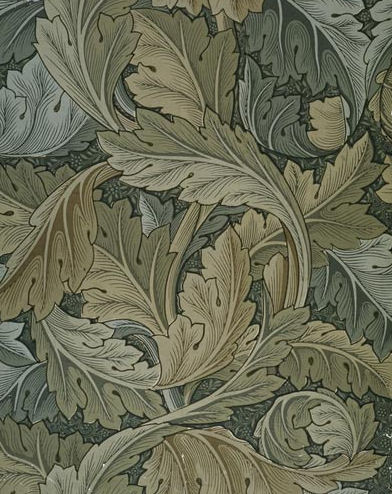
Acanthus, papier peint (1875).
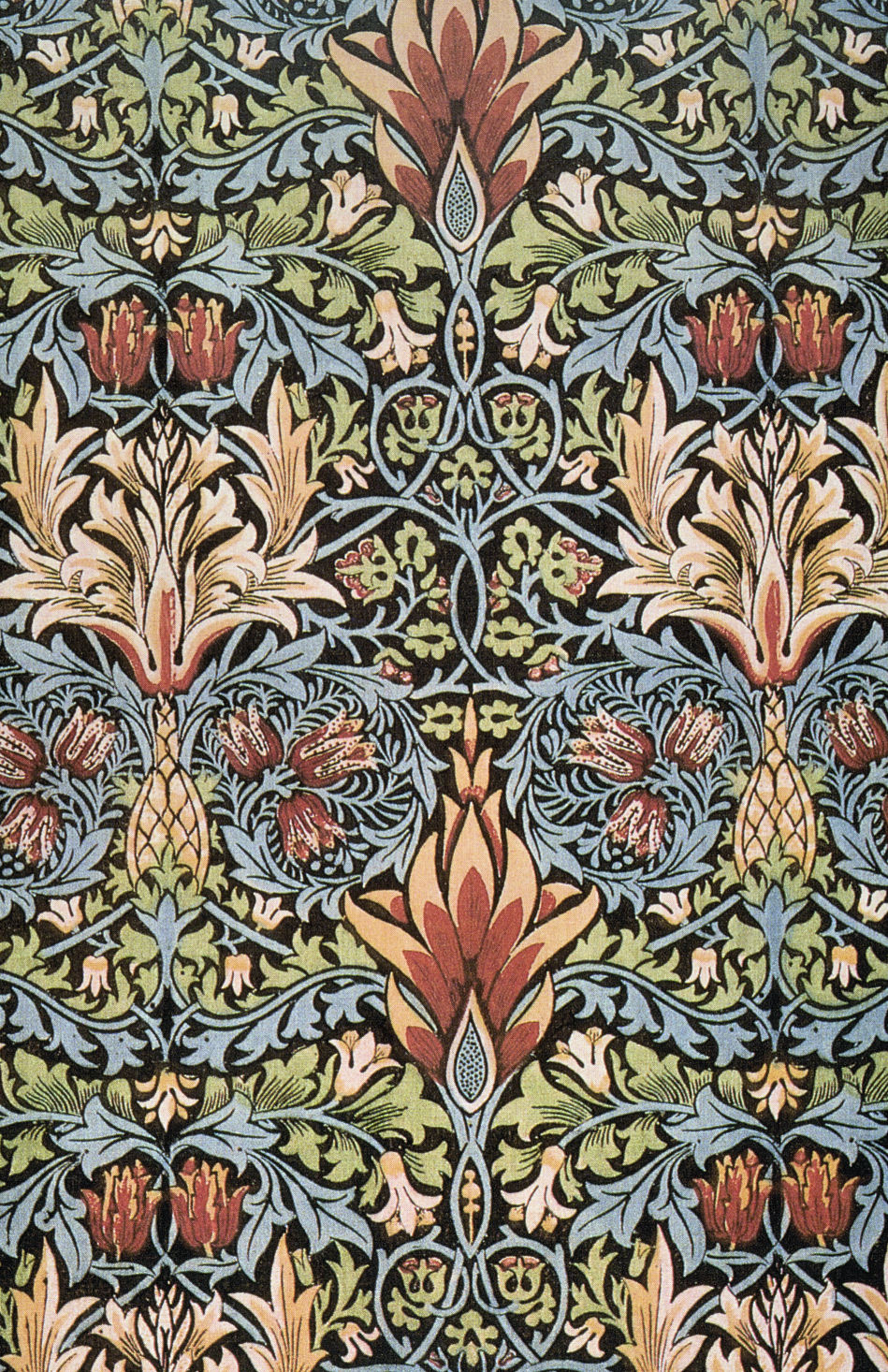
Snakeshead, textile imprimé (1876).
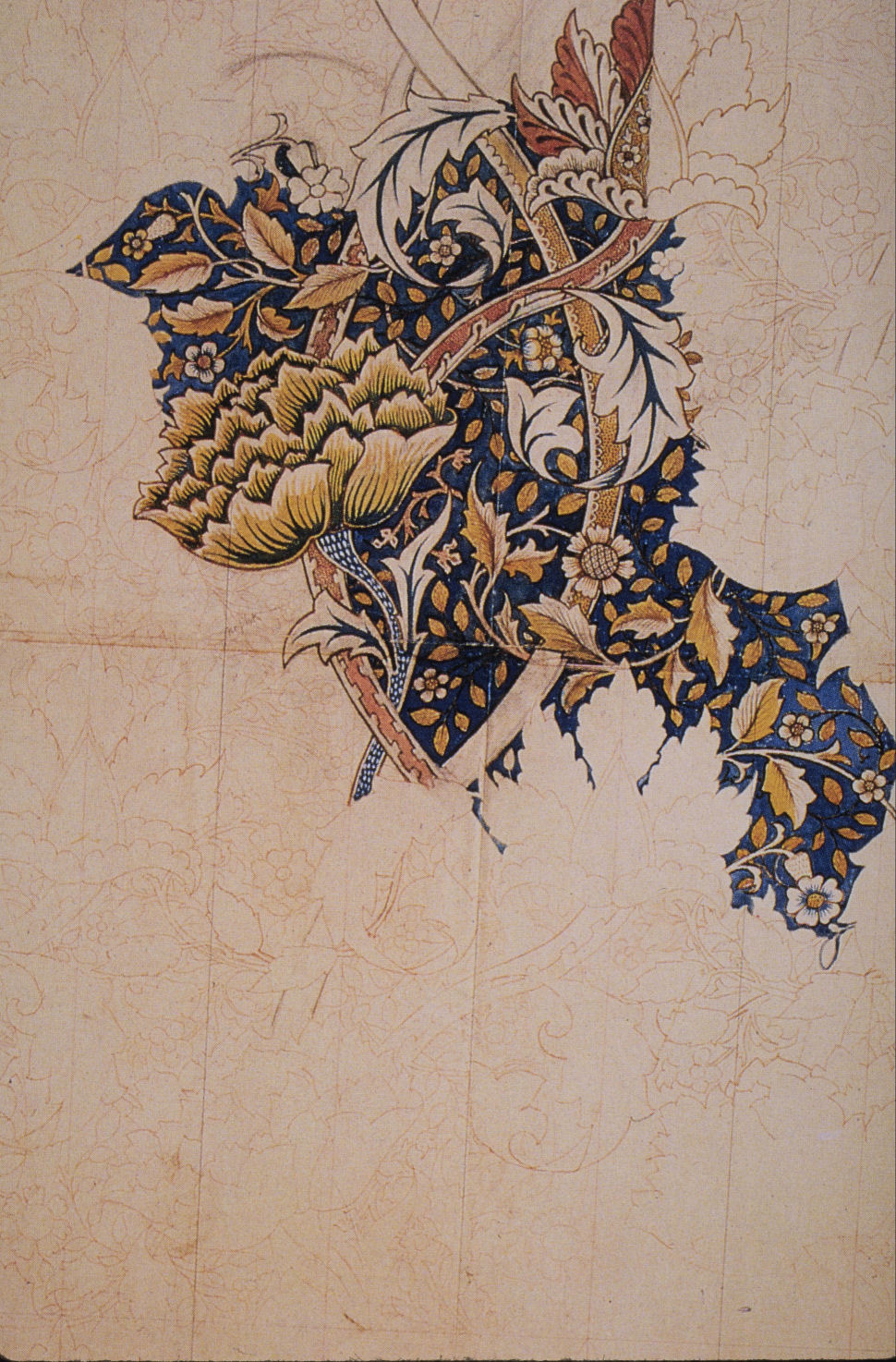
Windrush, textile imprimé (1881-1883).
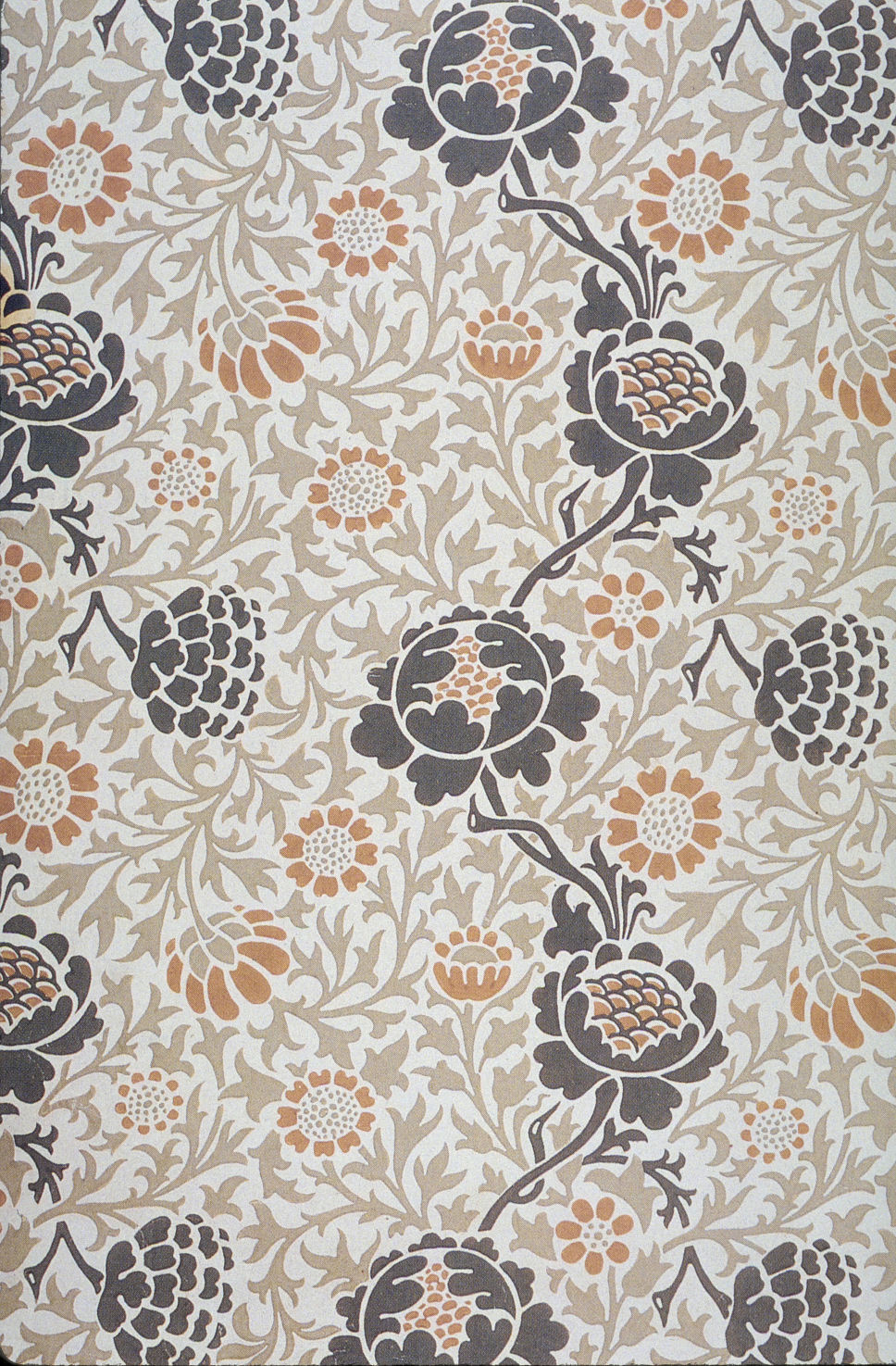
Grafton, papier peint (1883).
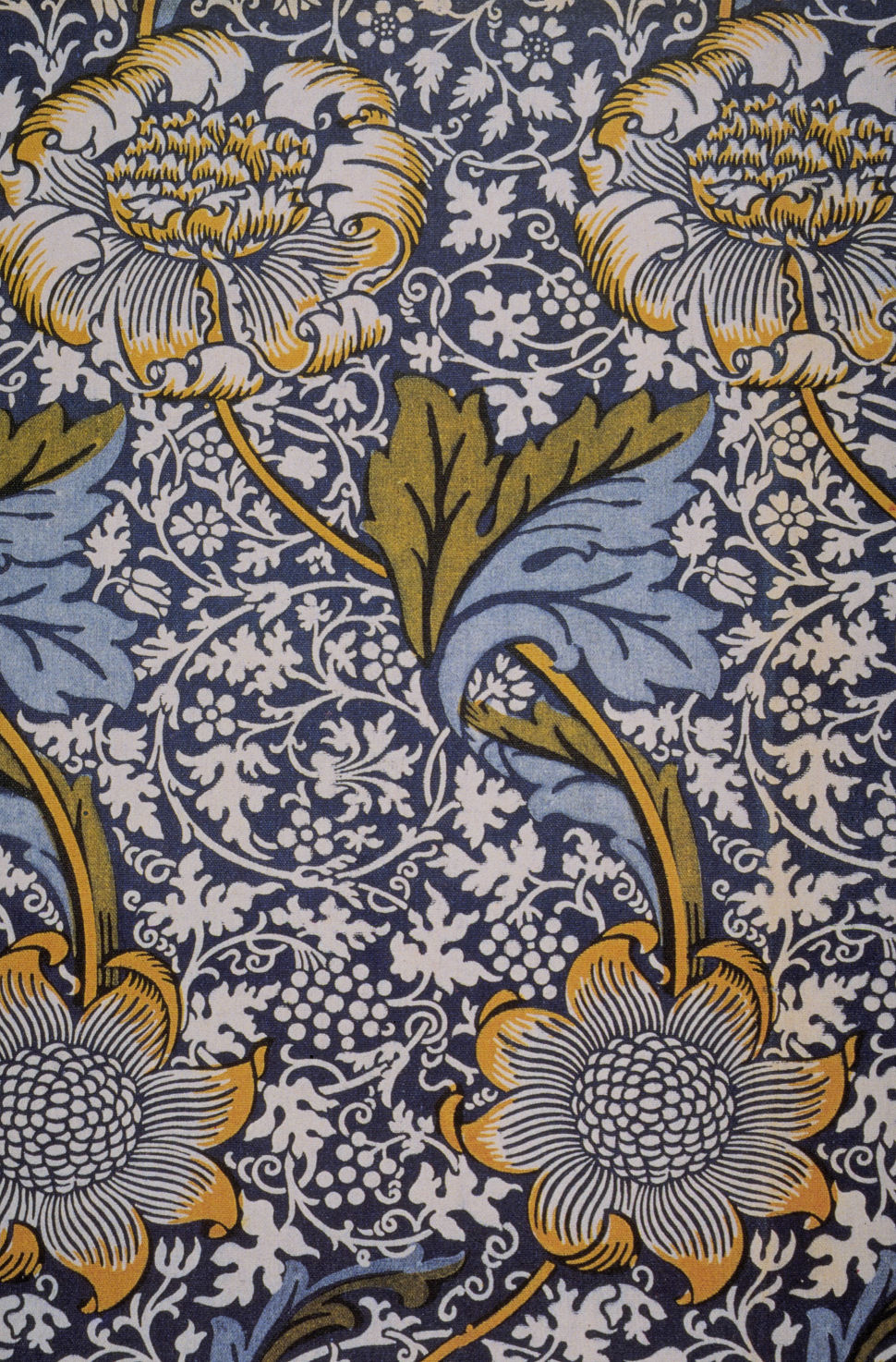
Kennet, textile imprimé (1883).
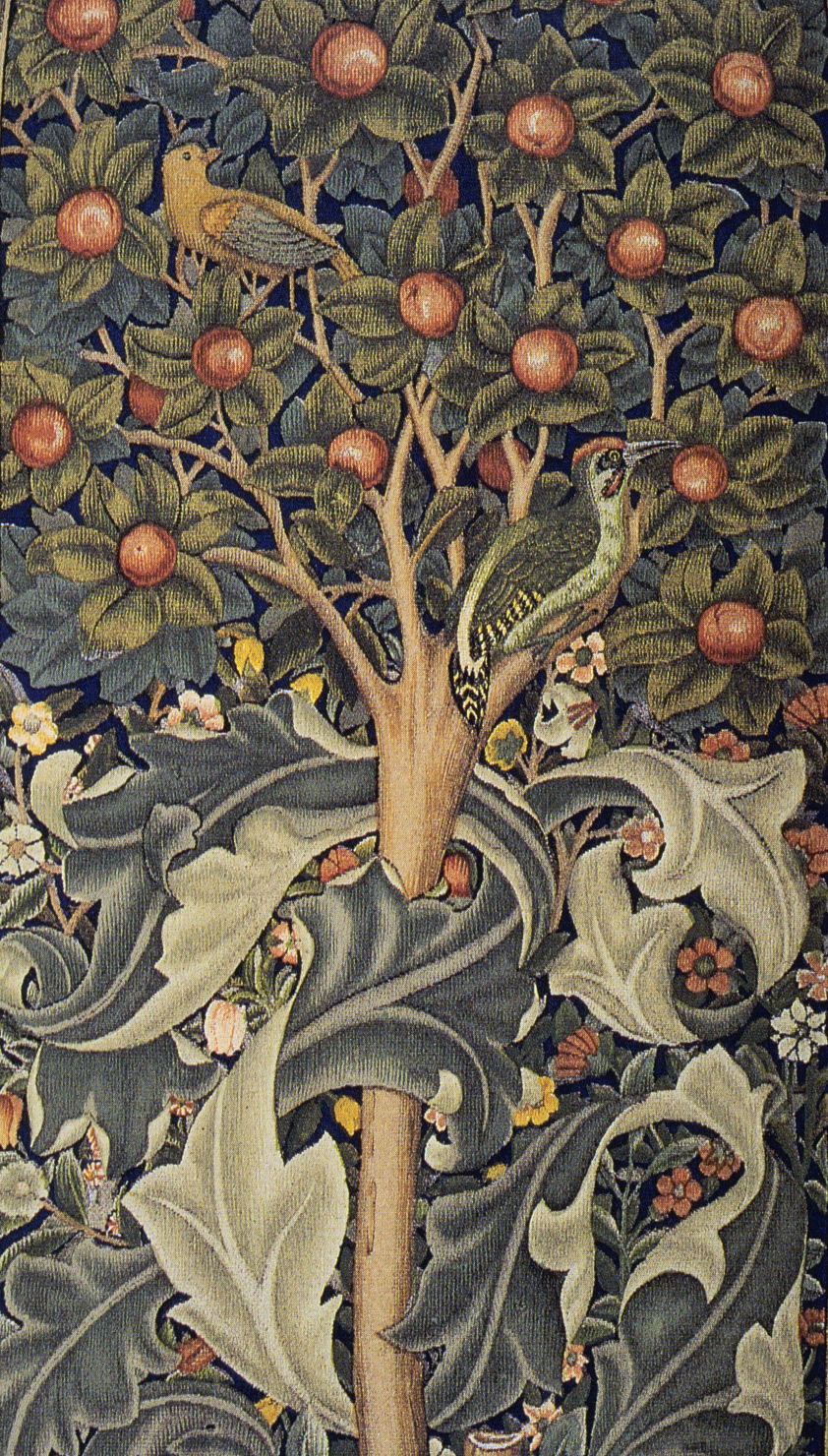
Détail de Woodpecker, tapisserie (1885).
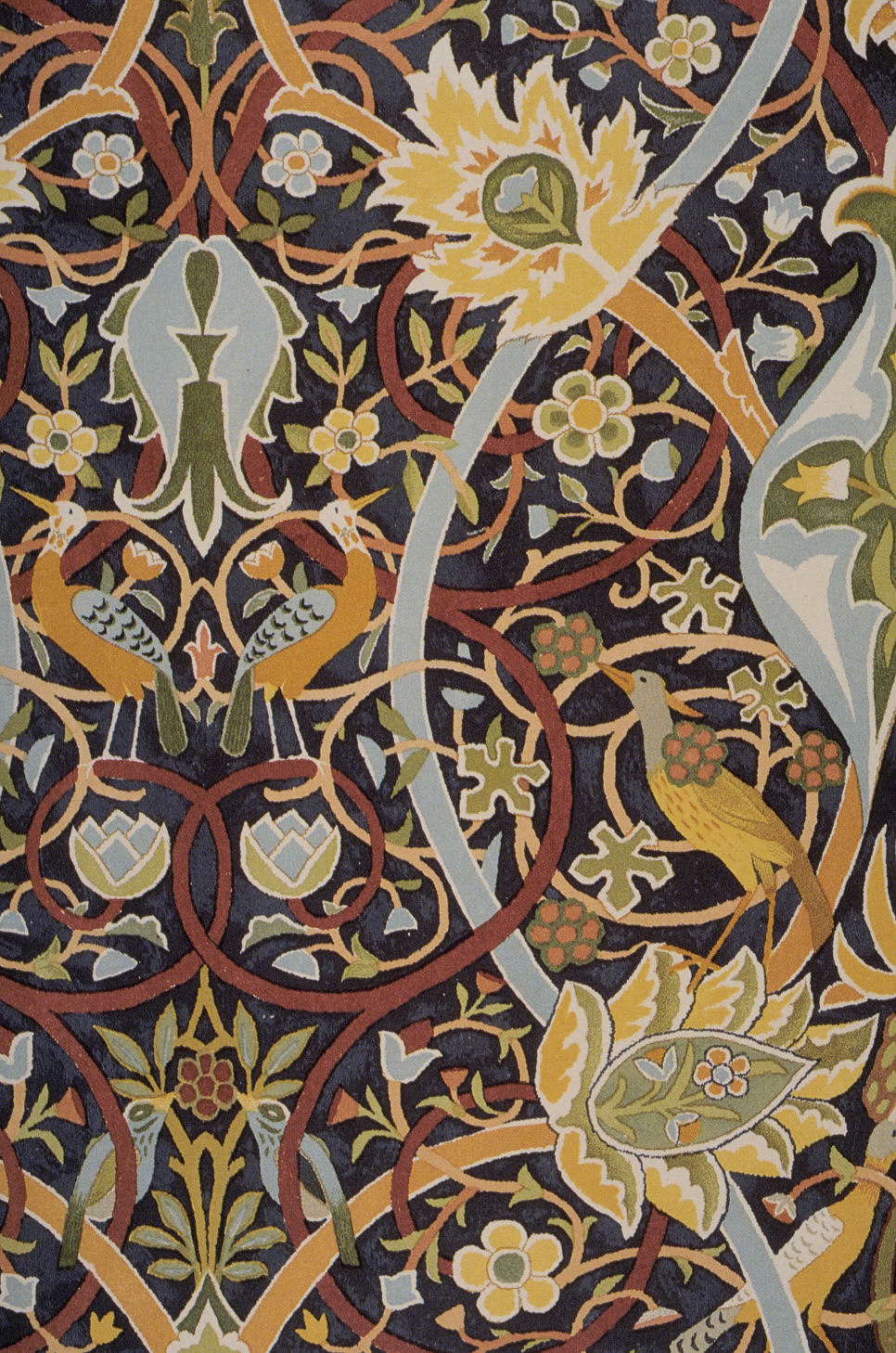
Détail du tapis Bullerswood (1889).
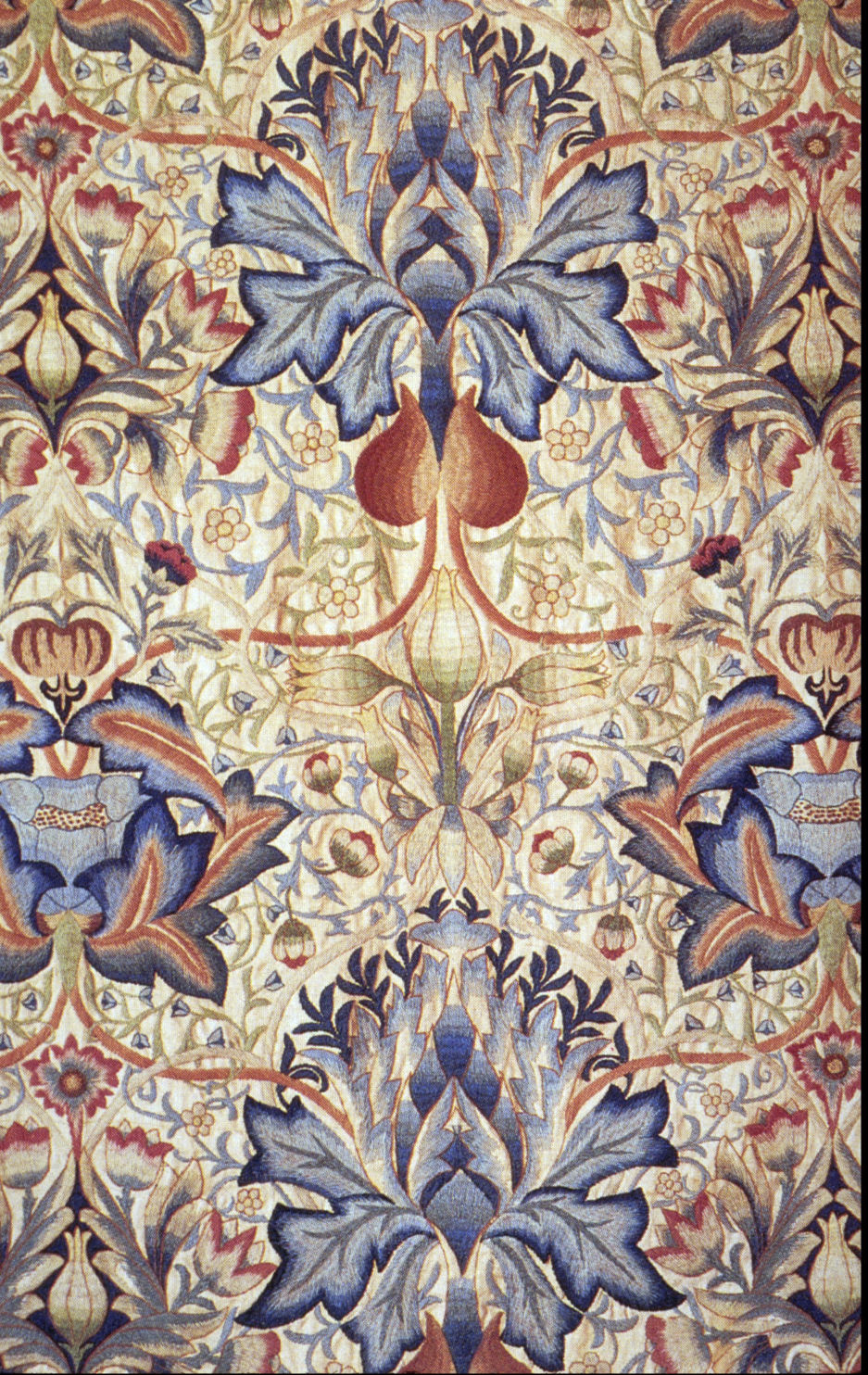
Acanthus, panneau brodé, créé par Morris (1890).

### Vitraux par Morris & cie.

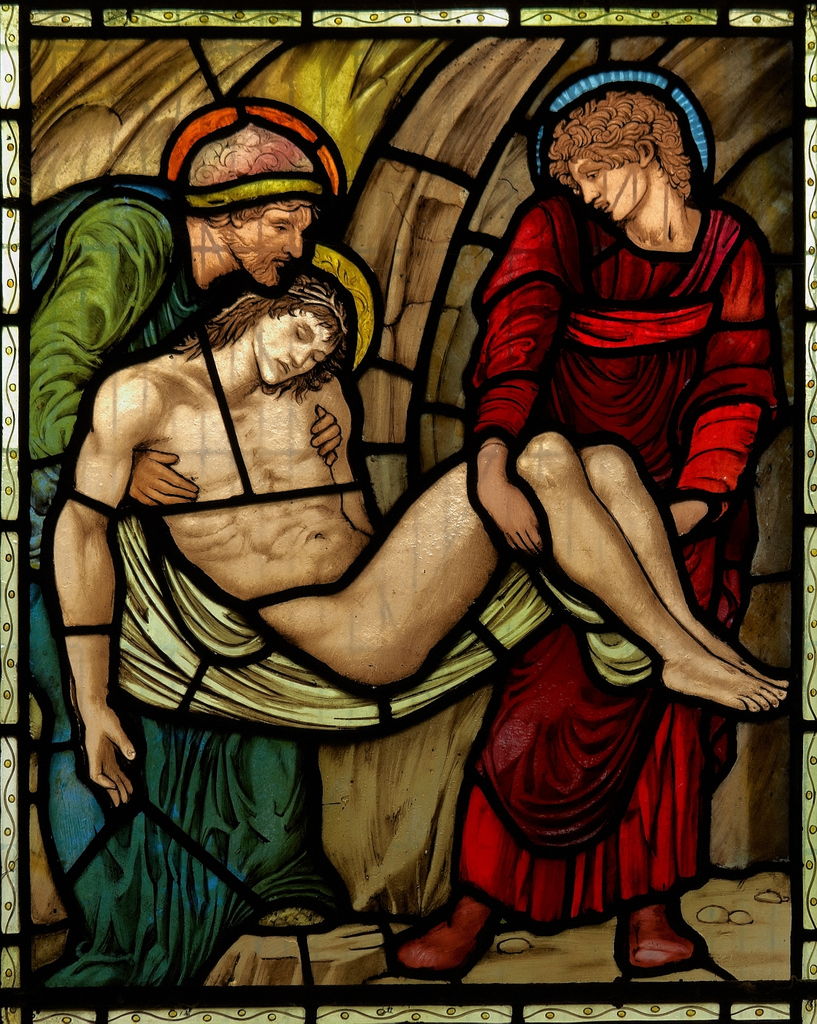
Le Christ au tombeau, église All Saints à Middleton Cheney.
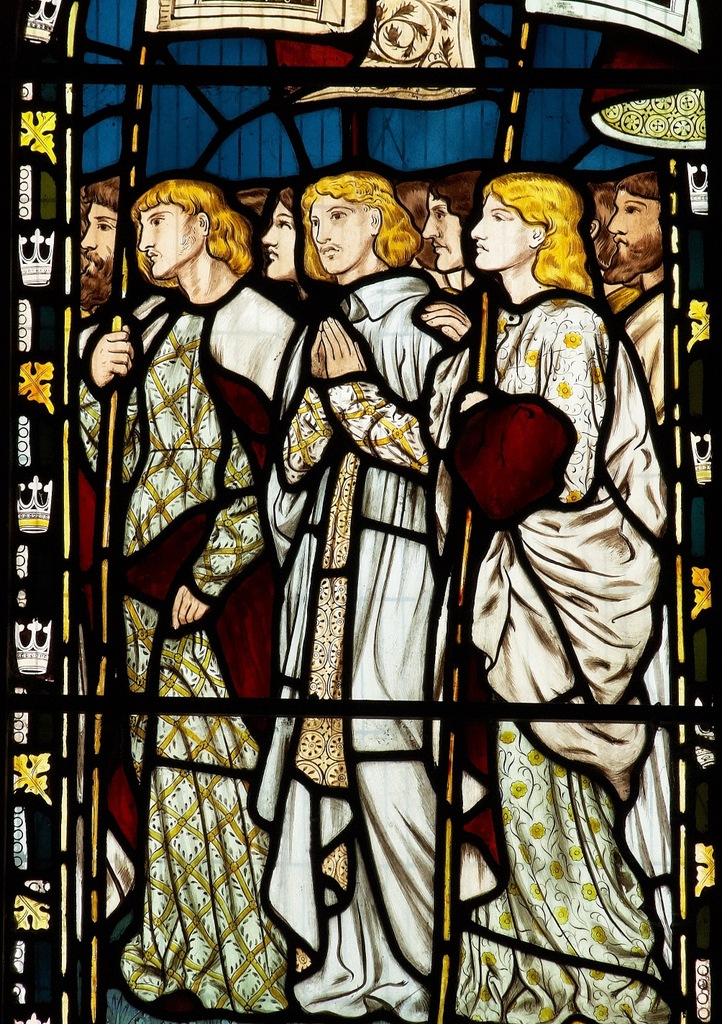
Les tribus d'Israël, église All Saints à Middleton Cheney (1865).
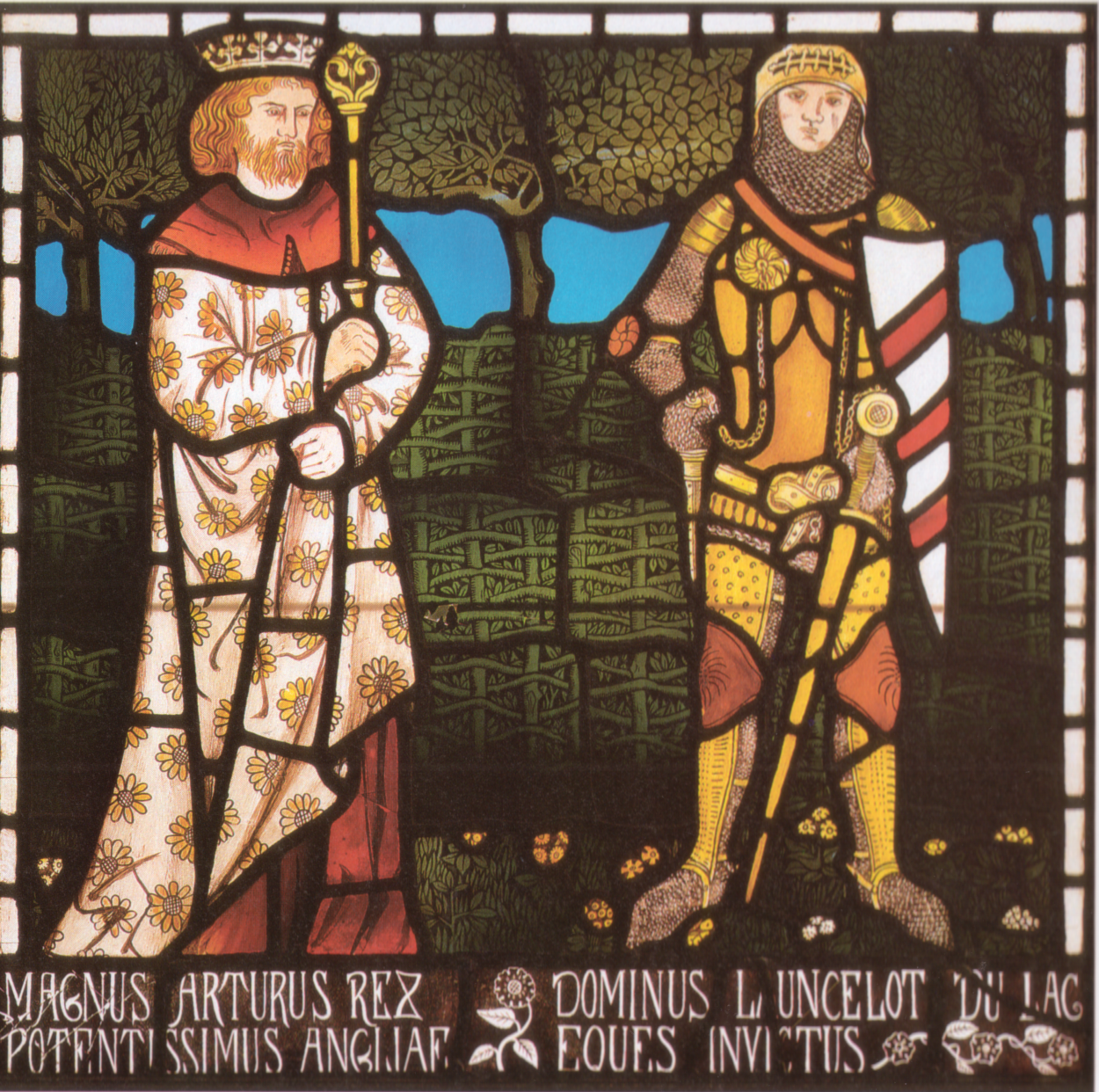
Le roi Arthur et Lancelot, Harden Grange (1862).
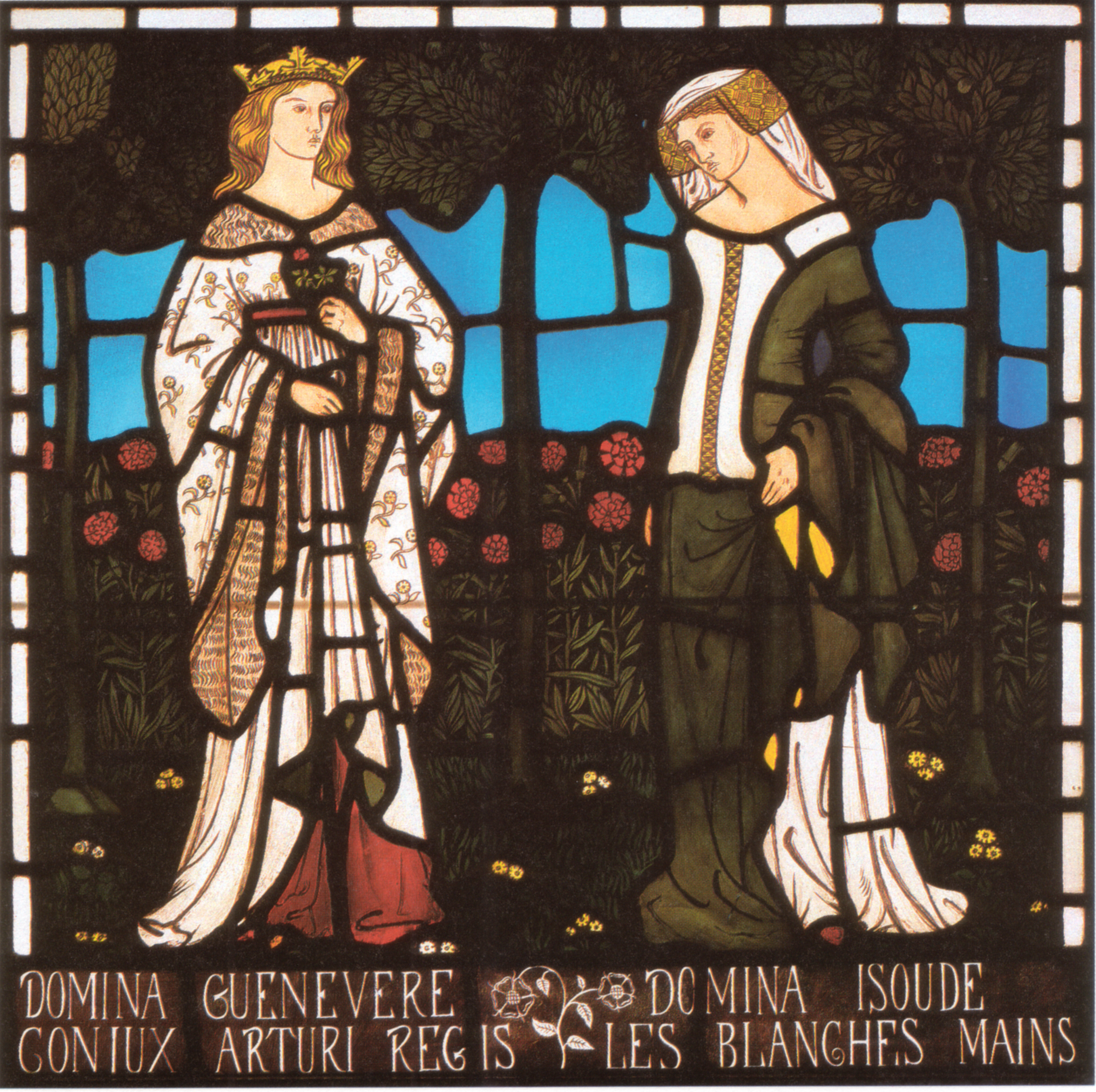
Guenièvre et Iseut aux mains blanches, Harden Grange (1862)
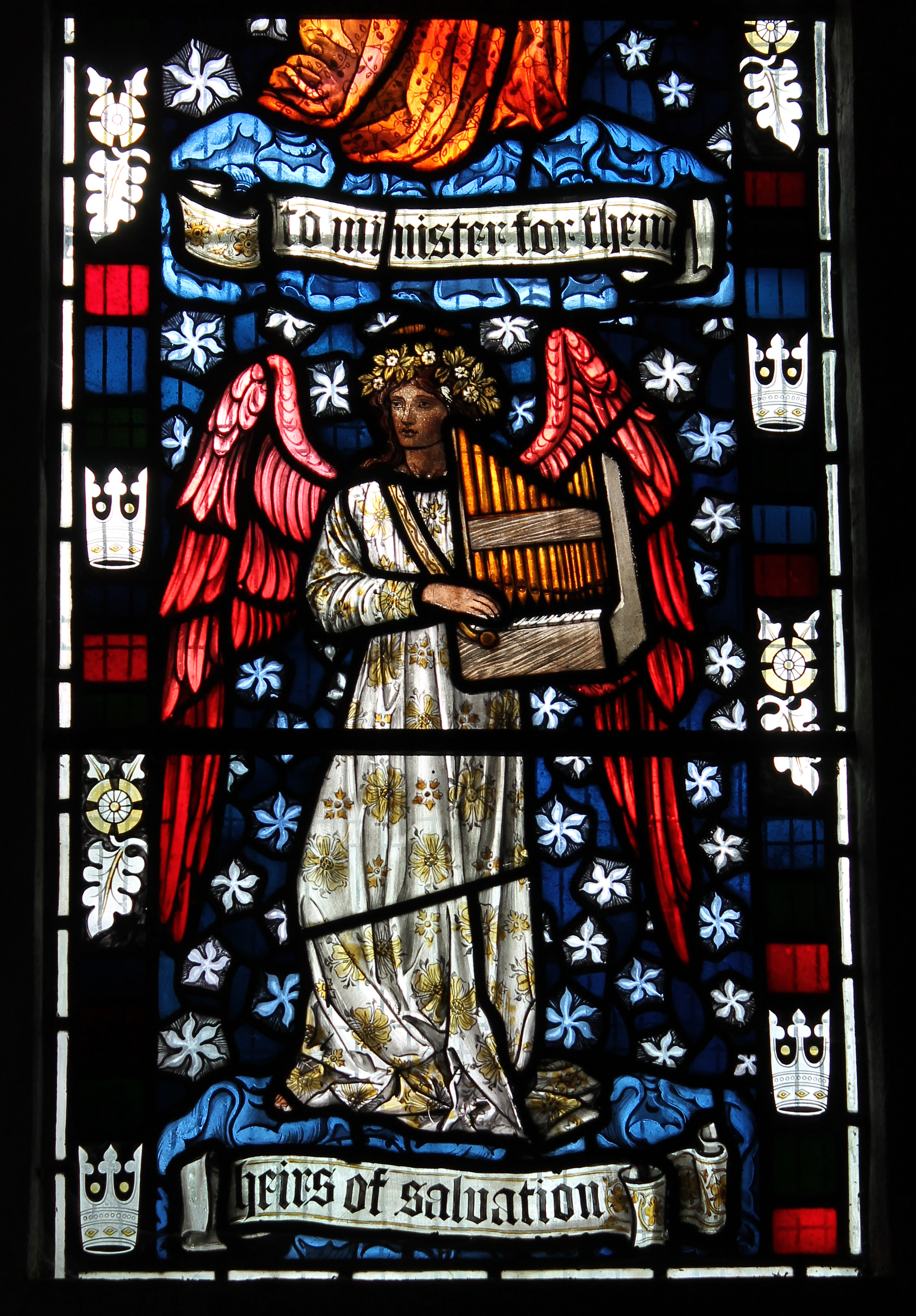
Ange, église St Peter & St Paul, Cattistock, Dorset (1882).
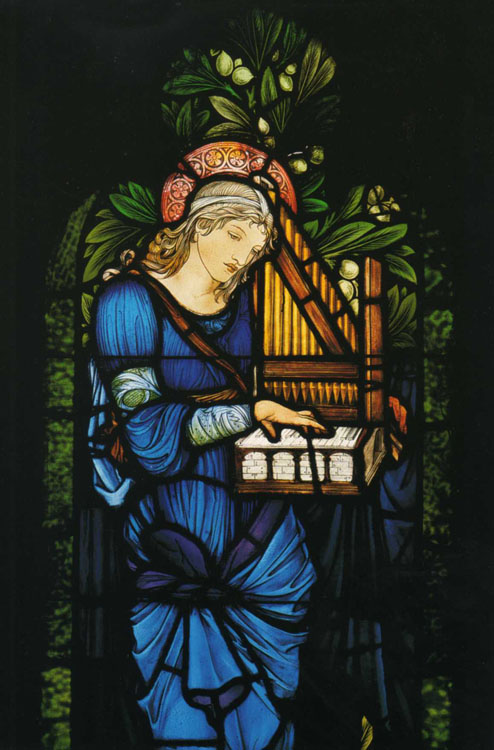
Sainte-Cécile, Edward Burne-Jones, Chicago (Illinois), 1903.

### Kelmscott Press

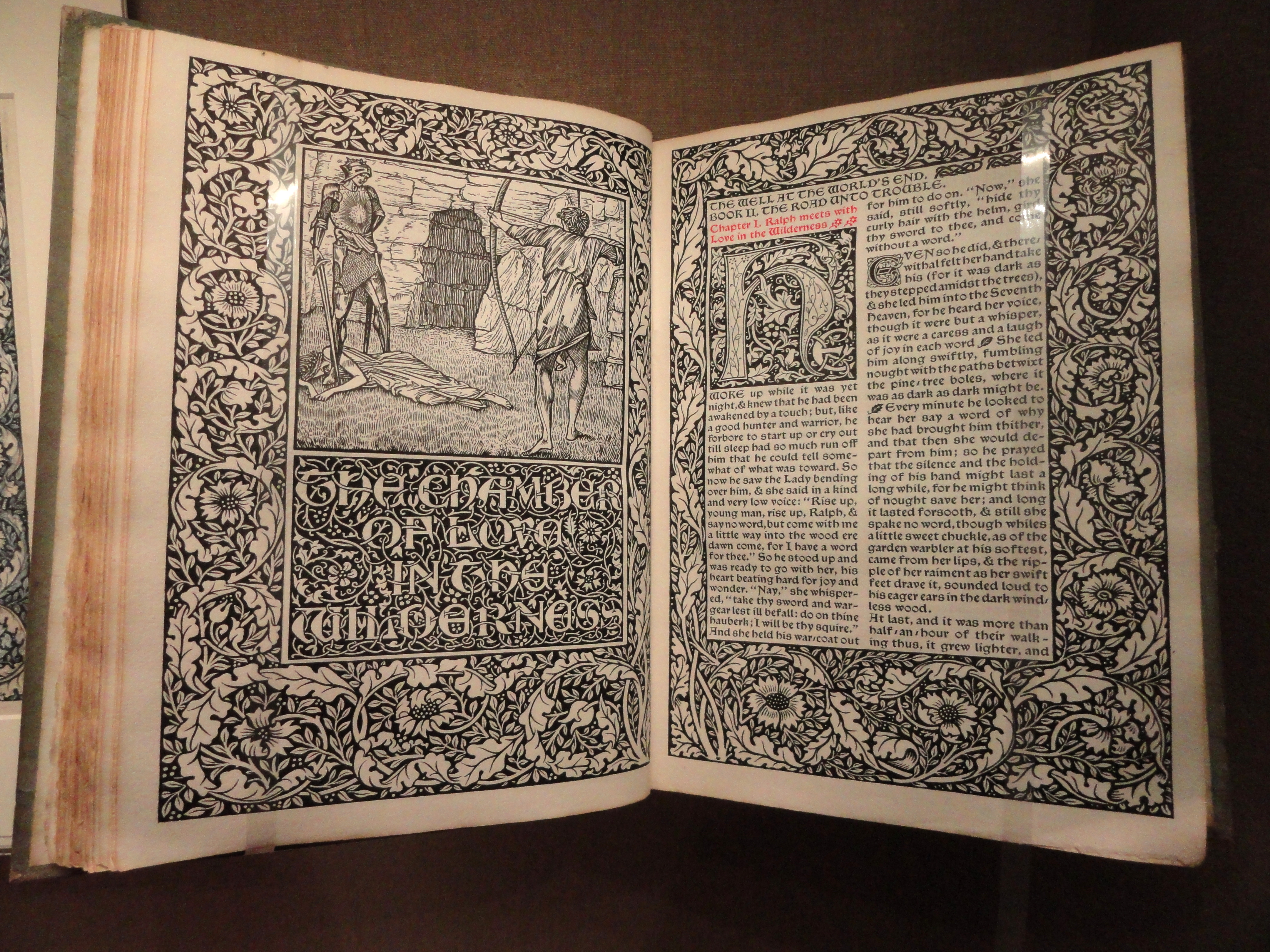
La Source au bout du monde de William Morris (1896).
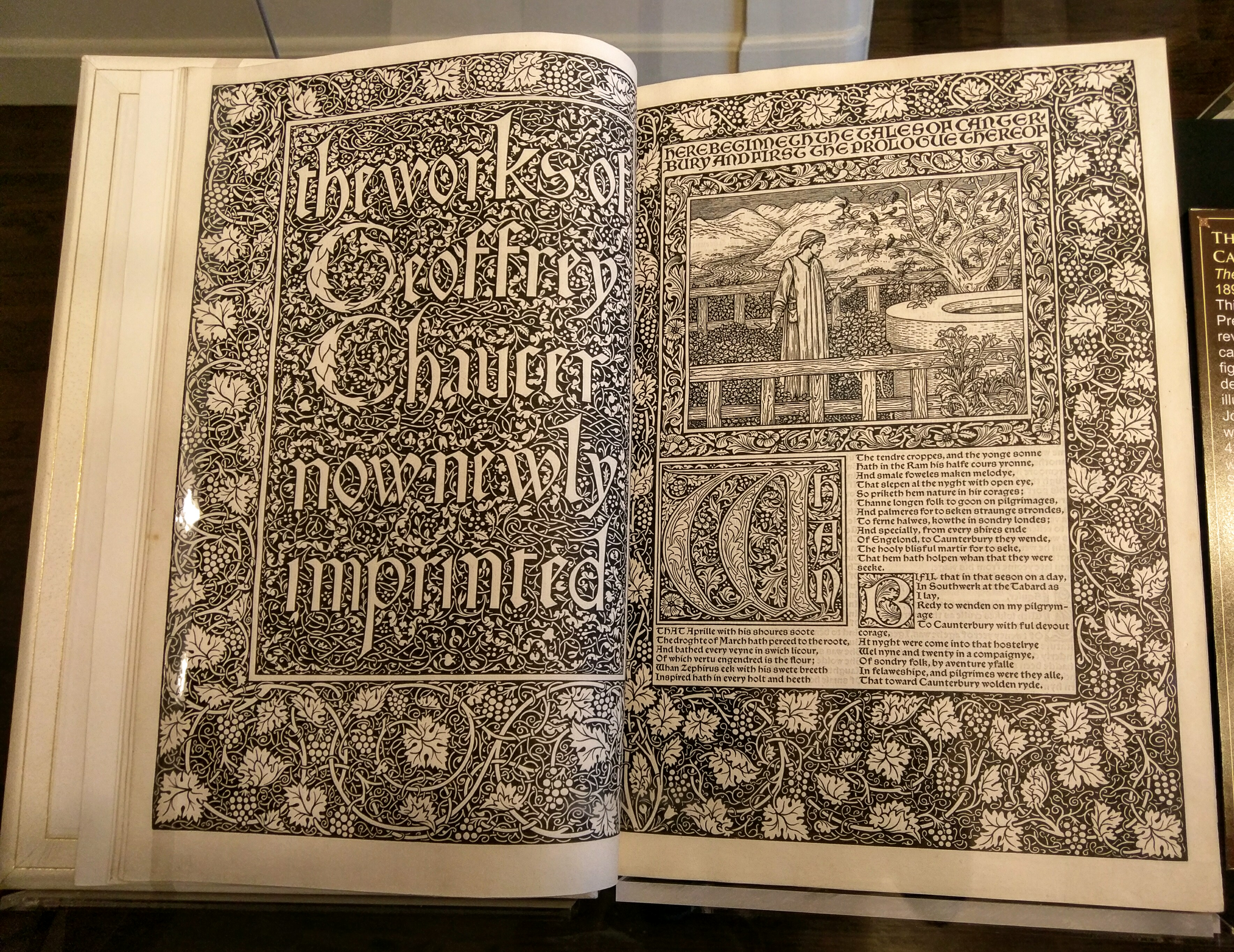
Œuvres de Chaucer (1896).
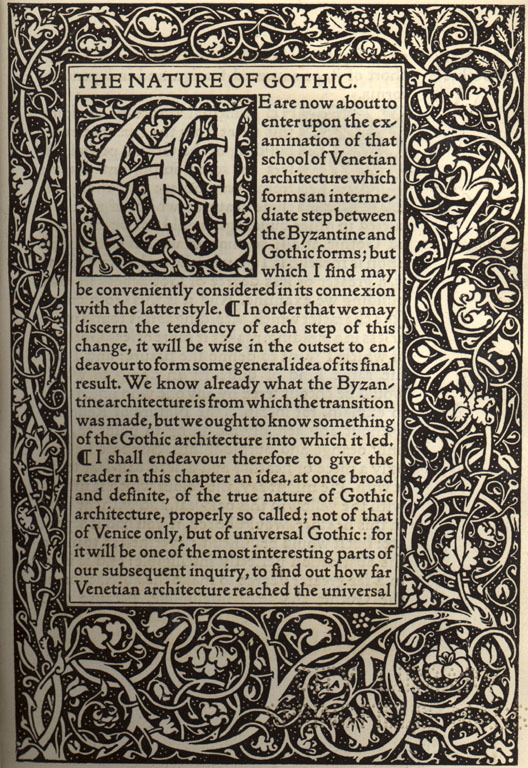
The Nature of Gothic de John Ruskin (années 1890).
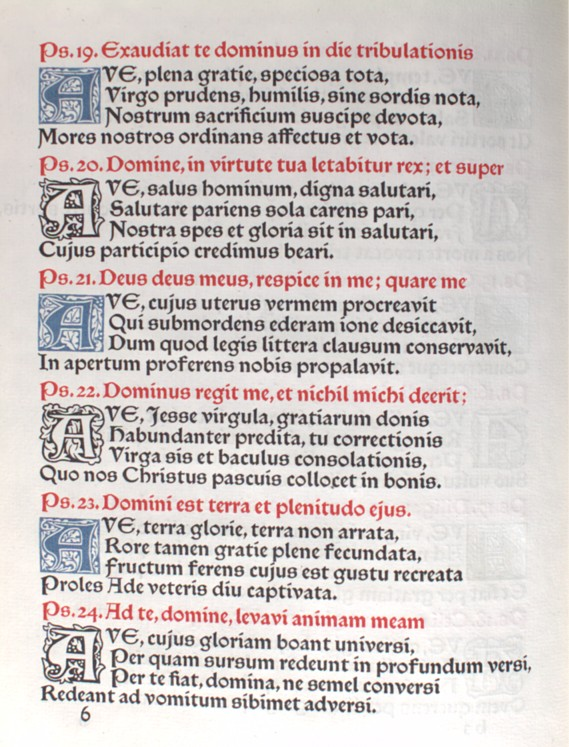
Laudes Beatae Mariae Virginis by Stephen Langton (1896).
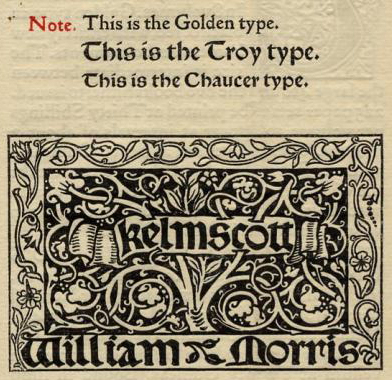
Fontes de caractères Golden, Troy et Chaucer (1897).